# William F. Raborn
William Francis Raborn (né le 8 juin 1905, décédé le 6 mars 1990) était un officier pour le compte des États-Unis, il était le chef d'un projet visant à développer le système des missiles Polaris ainsi que le septième directeur de la CIA.

## Biographie
Né à Decatur au Texas, le 8 juin 1905. Il est diplômé de l'armée navale des États-Unis (U.S Naval Army) en 1928. En 1955, il devient directeur des projets spéciaux au Bureau des armes navales (BuWeps). Sa tâche était de développer un missile balistique lancé par sous-marin pour une mise en service début 1965. En fait, la première patrouille opérationnelle d'un sous-marin doté de missiles Polaris commencera le 15 novembre 1960 avec plus de trois ans d'avance, en grande partie grâce à l'application de la méthode PERT.
Raborn reçoit la Médaille du service distingué et est nommé vice-amiral en 1960. La même année, il reçoit le trophée Collier pour son travail sur Polaris.
Il devient chef adjoint des opérations navales pour le développement en 1962, avant de prendre sa retraite de la marine en 1965. Le 28 avril de la même année, le président Lyndon B. Johnson le nomme directeur de la CIA, bien qu'il n'ait aucune expérience dans le renseignement. Le politologue David M. Barrett décrit Raborn comme un incompétent, ne comprenant rien en matière d'espionnage. Il est remplacé par Richard Helms à la tête de la CIA.
Raborn meurt le 7 mars 1990 et est enterré au en:United States Naval Academy Cemetery à Annapolis, dans le Maryland.